# Football Club Casale 2016-2017
Questa voce raccoglie le informazioni riguardanti il Football Club Casale A.S.D. nelle competizioni ufficiali della stagione 2016-2017.

## Divise e sponsor
Il fornitore ufficiale di materiale tecnico per la stagione 2016-2017 è Joma, mentre lo sponsor ufficiale è AspFer.
| 1ª divisa | 2ª divisa |

## Rosa
| N. |                    | Ruolo | Calciatore        |
| -- | ------------------ | ----- | ----------------- |
|    | Italia (bandiera)  | P     | Simone Carlucci   |
|    | Italia (bandiera)  | P     | Alessandro Poggio |
|    | Italia (bandiera)  | P     | Luca Savoldelli   |
|    | Italia (bandiera)  | P     | Gabriele Sottile  |
|    | Italia (bandiera)  | D     | Nicola Cintoi     |
|    | Italia (bandiera)  | D     | Andrea Labano     |
|    | Italia (bandiera)  | D     | Marco Marianini   |
|    | Italia (bandiera)  | D     | Luca Martinetti   |
|    | Italia (bandiera)  | D     | Paolo Parente     |
|    | Italia (bandiera)  | D     | Francesco Priolo  |
|    | Brasile (bandiera) | D     | Ronaldo Vanin     |
|    | Italia (bandiera)  | D     | Mattia Villanova  |
|    | Italia (bandiera)  | C     | Andrea Birolo     |
|    | Italia (bandiera)  | C     | Andrea Cardini    |

| N. |                   | Ruolo | Calciatore      |
| -- | ----------------- | ----- | --------------- |
|    | Gambia (bandiera) | C     | Modou Dansu     |
|    | Italia (bandiera) | C     | Marco Garavelli |
|    | Italia (bandiera) | C     | Luca Mazzucco   |
|    | Ghana (bandiera)  | C     | Ibrahim Mustafa |
|    | Italia (bandiera) | C     | Ruben Rebolini  |
|    | Italia (bandiera) | C     | Lorenzo Zaia    |
|    | Italia (bandiera) | A     | Gilles Duguet   |
|    | Italia (bandiera) | A     | Hamza Kerroumi  |
|    | Italia (bandiera) | A     | Stefano Morero  |
|    | Italia (bandiera) | A     | Manuel Pavesi   |
|    | Italia (bandiera) | A     | Matteo Principe |
|    | Italia (bandiera) | A     | Dario Quaranta  |
|    | Italia (bandiera) | A     | Manuel Sinato   |
|    | Ghana (bandiera)  | A     | Moustapha War   |

## Calciomercato

### Sessione estiva(dall'1/7 al 16/9)
| Acquisti | Acquisti          | Acquisti             | Acquisti   |
| R.       | Nome              | da                   | Modalità   |
| -------- | ----------------- | -------------------- | ---------- |
| P        | Alessandro Poggio | Torino               | prestito   |
| D        | Nicola Cintoi     | RapalloBogliasco     | svincolato |
| D        | Andrea Labano     | Como                 | svincolato |
| D        | Paolo Parente     | Paganese             | prestito   |
| D        | Ronaldo Vanin     | Sant'Agnello         | svincolato |
| C        | Andrea Cardini    | Sanremese            | svincolato |
| A        | Gilles Duguet     | Torino               | prestito   |
| A        | Stefano Morero    | Saluzzo              | prestito   |
| A        | Manuel Pavesi     | Novara               | prestito   |
| A        | Moustapha War     | Villafranca Veronese | svincolato |

| Cessioni | Cessioni           | Cessioni             | Cessioni      |
| R.       | Nome               | a                    | Modalità      |
| -------- | ------------------ | -------------------- | ------------- |
| P        | Michele Castagnone |                      | fine carriera |
| D        | Luca Vendrametto   |                      | svincolato    |
| C        | Marco Didu         | Pinerolo             | svincolato    |
| C        | Oleksandr Osminin  |                      | svincolato    |
| A        | Anderson Abrazhda  |                      | svincolato    |
| A        | Anthony Farina     | Tortona Villalvernia | svincolato    |
| A        | Junior Messias     | Chieri               | svincolato    |
| A        | Ardit Mullici      | L.G. Trino           | svincolato    |

### A stagione in corso
| Acquisti | Acquisti    | Acquisti | Acquisti   |
| R.       | Nome        | da       | Modalità   |
| -------- | ----------- | -------- | ---------- |
| C        | Modou Dansu |          | svincolato |

| Cessioni | Cessioni | Cessioni | Cessioni |
| R.       | Nome     | a        | Modalità |
| -------- | -------- | -------- | -------- |

### Sessione di dicembre(dall'1/12 al 16/12)
| Acquisti | Acquisti        | Acquisti | Acquisti   |
| R.       | Nome            | da       | Modalità   |
| -------- | --------------- | -------- | ---------- |
| A        | Matteo Principe | Ciserano | definitivo |

| Cessioni | Cessioni       | Cessioni               | Cessioni      |
| R.       | Nome           | a                      | Modalità      |
| -------- | -------------- | ---------------------- | ------------- |
| A        | Stefano Morero | Saluzzo                | fine prestito |
| A        | Dario Quaranta | Inter Farmaci Verbania | definitivo    |
| A        | Moustapha War  | Fossano                | definitivo    |

### Sessione invernale(dal 03/01 all'31/01)
| Acquisti | Acquisti        | Acquisti | Acquisti |
| R.       | Nome            | da       | Modalità |
| -------- | --------------- | -------- | -------- |
| P        | Luca Savoldelli | Udinese  | prestito |

| Cessioni | Cessioni | Cessioni | Cessioni |
| R.       | Nome     | a        | Modalità |
| -------- | -------- | -------- | -------- |

## Risultati

### Serie D

#### Girone di andata
| Arbitro: | Rutella (Enna) |

|                                        |           |             |
| Messias 30’ Anastasia 73’ Pasquero 86’ | Marcatori | 4’ Rebolini |

| Casale Monferrato 11 settembre 2016, ore 15:00 CEST 2ª giornata | Casale           | 0 – 0 | Varesina | Stadio Natale Palli (250 spett.)\| Arbitro: \| Emmanuele (Pisa) \| |
| Arbitro:                                                        | Emmanuele (Pisa) |       |          |                                                                    |

| Arbitro: | Acanfora (Castellammare di Stabia) |

|  |           |              |
|  | Marcatori | 79’ Kerroumi |

| Arbitro: | Catanoso (Reggio Calabria) |

|            |           |  |
| Sinato 76’ | Marcatori |  |

| Arbitro: | Madonia (Palermo) |

|           |           |                                       |
| Simeri 8’ | Marcatori | 46’ Mazzucco 55’ Pavesi 90+1’ Cardini |

| Arbitro: | Gullotta (Siracusa) |

|              |           |            |
| Duguet 45+2’ | Marcatori | 25’ Laribi |

| Borgosesia 16 ottobre 2016, ore 15:00 CEST 7ª giornata | Borgosesia      | 0 – 0 | Casale | Stadio comunale (350 spett.)\| Arbitro: \| Ricci (Firenze) \| |
| Arbitro:                                               | Ricci (Firenze) |       |        |                                                               |

| Arbitro: | Fiero (Pistoia) |

|                    |           |  |
| Cardini 56’ (rig.) | Marcatori |  |

| Arbitro: | Pascarella (Nocera Inferiore) |

|                        |           |  |
| Scapini 35’ Giovio 64’ | Marcatori |  |

| Casale Monferrato 6 novembre 2016, ore 14:30 CET 10ª giornata | Casale                | 0 – 0 | Inveruno | Stadio Natale Palli (400 spett.)\| Arbitro: \| Dell'Erario (Livorno) \| |
| Arbitro:                                                      | Dell'Erario (Livorno) |       |          |                                                                         |

| Arbitro: | Testi (Livorno) |

|                                     |           |                        |
| Galli 46’ Mair 51’ Corno 89’, 90+1’ | Marcatori | 62’ Cardini 81’ Pavesi |

| Arbitro: | Campagnolo (Bassano del Grappa) |

|                                  |           |  |
| Villanova 36’ Cardini 64’ (rig.) | Marcatori |  |

| Settimo Torinese 27 novembre 2016, ore 14:30 CET 13ª giornata | Pro Settimo & Eureka | 0 – 0 | Casale | Stadio Renzo Valla (200 spett.)\| Arbitro: \| Taricone (Perugia) \| |
| Arbitro:                                                      | Taricone (Perugia)   |       |        |                                                                     |

| Arbitro: | Pascariello (Lecce) |

|                        |           |                      |
| Garavelli 34’ Zaia 42’ | Marcatori | 12’, 23’ (rig.) Gioè |

| Arbitro: | Salama (Ostia) |

|                                |           |             |
| Duguet 31’ Gregorio 81’ (aut.) | Marcatori | 56’ Besuzzo |

| Sesto San Giovanni 11 dicembre 2016, ore 14:30 CET 16ª giornata | Pro Sesto                       | 0 – 0 | Casale | Stadio Breda (0 spett.)\| Arbitro: \| Bergamini (Castelfranco Veneto) \| |
| Arbitro:                                                        | Bergamini (Castelfranco Veneto) |       |        |                                                                          |

| Casale Monferrato 18 gennaio 2016, ore 14:30 CET 17ª giornata | Casale         | 0 – 0 | Legnano | Stadio Natale Palli (250 spett.)\| Arbitro: \| Tedesco (Pisa) \| |
| Arbitro:                                                      | Tedesco (Pisa) |       |         |                                                                  |

#### Girone di ritorno
| Arbitro: | Ruggiero (Roma 1) |

|                 |           |                           |
| Pavesi 24’, 42’ | Marcatori | 22’ Poesio 45’ Cacciatore |

| Arbitro: | Bodini (Verona) |

|                         |           |                               |
| Anzano 7’ Oldrini 90+3’ | Marcatori | 12’, 90+4’ Cardini 89’ Birolo |

| Arbitro: | Scarpa (Collegno) |

|             |           |           |
| Cardini 89’ | Marcatori | 80’ Adamo |

| Arbitro: | Sicurello (Seregno) |

|           |           |  |
| Gulin 87’ | Marcatori |  |

| Arbitro: | Franco (Locri) |

|             |           |                 |
| Cardini 70’ | Marcatori | 44’, 74’ Simeri |

| Arbitro: | Votta (Moliterno) |

|                                           |           |                                    |
| Pllumbaj 6’ (rig.), 56’ (rig.) Grandi 18’ | Marcatori | 20’ Kerroumi 85’ Pavesi 86’ Duguet |

| Arbitro: | Campagnolo (Bassano del Grappa) |

|          |           |  |
| Dansu 5’ | Marcatori |  |

| Arbitro: | Maranello (Paola) |

|          |           |  |
| Togni 9’ | Marcatori |  |

| Arbitro: | Cascone (Nocera Inferiore) |

|                       |           |           |
| Cardini 3’ Birolo 61’ | Marcatori | 25’ Ferri |

| Arbitro: | Pennino (Palermo) |

|                            |           |  |
| Lazzaro 54’ Broggini 90+4’ | Marcatori |  |

| Arbitro: | Pascarella (Nocera Inferiore) |

|  |           |                  |
|  | Marcatori | 19’, 34’ Giudici |

| Arbitro: | Sanzo (Agrigento) |

|                |           |                      |
| El Khayari 76’ | Marcatori | 57’ Duguet 59’ Dansu |

| Arbitro: | Catanoso (Reggio Calabria) |

|            |           |  |
| Pavesi 87’ | Marcatori |  |

| Arbitro: | Ancora (Roma 1) |

|                         |           |            |
| Gili 16’ Gasbarroni 61’ | Marcatori | 59’ Sinato |

| Arbitro: | Delrio (Reggio Emilia) |

|                               |           |                 |
| Niang 67’ Ghione Mainardi 80’ | Marcatori | 61’, 73’ Sinato |

| Arbitro: | Monaldi (Macerata) |

|                       |           |              |
| Pavesi 18’ Sinato 50’ | Marcatori | 51’ Di Renzo |

| Arbitro: | Castorina (Acireale) |

|                                  |           |                                 |
| Ianni 30’, 72’ (rig.) Laraia 75’ | Marcatori | 65’ (rig.) Principe 85’ Cardini |

### Coppa Italia Serie D
| Arbitro: | Giordano (Novara) |

|            |           |                                            |
| Fumana 21’ | Marcatori | 8’ Cardini 29’, 48’ Birolo 62’, 74’ Pavesi |

| Arbitro: | Pirriatore (Bologna) |

|                                                             |                      |                                                            |
| Cardini Kerroumi Mazzucco Morero Garavelli Villanova Duguet | Tiri di rigore 5 – 6 | Placido Pitarresi Romano Doria Coccu Chimenti Battagliarin |

## Statistiche

### Statistiche di squadra
| Competizione         | P.ti | In casa | In casa | In casa | In casa | In casa | In casa | In trasferta | In trasferta | In trasferta | In trasferta | In trasferta | In trasferta | Totale | Totale | Totale | Totale | Totale | Totale | D.R. |
| Competizione         | P.ti | G       | V       | N       | P       | Gf      | Gs      | G            | V            | N            | P            | Gf           | Gs           | G      | V      | N      | P      | Gf     | Gs     | D.R. |
| -------------------- | ---- | ------- | ------- | ------- | ------- | ------- | ------- | ------------ | ------------ | ------------ | ------------ | ------------ | ------------ | ------ | ------ | ------ | ------ | ------ | ------ | ---- |
| Serie D              | 48   | 17      | 8       | 7       | 2       | 19      | 13      | 17           | 4            | 5            | 8            | 20           | 27           | 34     | 12     | 12     | 10     | 39     | 40     | -1   |
| Coppa Italia Serie D | -    | 1       | 0       | 1       | 0       | 0       | 0       | 1            | 1            | 0            | 0            | 5            | 1            | 2      | 1      | 1      | 0      | 5      | 1      | +4   |
| Totale               | 48   | 18      | 8       | 8       | 2       | 19      | 13      | 18           | 5            | 5            | 8            | 25           | 28           | 36     | 13     | 13     | 10     | 44     | 41     | +3   |